# Gyretes nitidulus
Gyretes nitidulus is een keversoort uit de familie van schrijvertjes (Gyrinidae). De wetenschappelijke naam van de soort is voor het eerst geldig gepubliceerd in 1853 door Laboulbène.